# Claude Criquielion
Claude Criquielion, född 11 januari 1957 i Lessines, Hainaut, död 18 februari 2015 i Aalst, Oost-Vlaanderen, var en belgisk professionell tävlingscyklist som tävlade mellan 1979 och 1990. Under sin karriär tog han cirka 60 vinster.

## Karriär
Claude Criquielion vann Världsmästerskapens linjelopp 1984 och blev samma år utsedd till Belgiens bästa idrottsman. 1988 var han nära att ta ytterligare en medalj i världsmästerskapen, som gick av stapel i Belgien, men han kraschade innan mållinjen då en annan cyklist, kanadensaren Steve Bauer, körde på honom. Maurizio Fondriest vann guldmedaljen i tävlingen. Bauer blev diskvalificerad från tävlingen och Criquielion stämde Bauer för misshandel och ville ha $1,5 miljoner i skadestånd, men under rättegången fick Steve Bauer rätt.
Under sin karriär vann han La Flèche Wallonne två gånger, 1985 och 1989, samt Flandern runt 1987.
Criquielion var sportdirektör för Lotto mellan 2000 och 2004. Hans son Mathieu Criquielion, blev professionell med Landbouwkrediet-Colnago 2005, samtidigt blev Claude Criquielion manager för stallet.
Claude Criquielion kom från Vallonien, där en majoritet talar franska, medan de flesta belgiska cyklister kommer från Flandern.

## Främsta meriter
1979
Setmana Catalana de Ciclisme
Escalada a Montjuïc
2:a, Milano-Turin
1980
Flèche de Leeuw
3:a, Vuelta a Espana
1982
Brabantse Pijl
1983
Clásica de San Sebastián
1984
 Världsmästerskapens linjelopp
GP Eddy Merckx
Escalada a Montjuïc
2:a, Grand Prix de Denain
1985
La Flèche Wallonne
Polynormande
2:a, Liège-Bastogne-Liège
1986
Romandiet runt, inklusive bergspristävlingen och kombinationstävlingen.
Grand Prix du Midi Libre
3:a, Tour Midi-Pyrénées
5:a, Tour de France 1986
1987
Flandern runt
1988
GP du Midi Libre
GP de Wallonie
Critérium des As
2:a, Tour du Vaucluse
3:a, Amstel Gold Race
1989
La Flèche Wallonne
2:a, Amstel Gold Race
7:a, Giro d'Italia
1990
 Nationsmästerskapens linjelopp
2:a, Tour du Haut-Var
1991
2:a, Liège-Bastogne-Liège

## Stall
- KAS-Campagnolo 1979
- Splendor 1980–1983
- Spenco 1984
- Hitachi 1985–1989
- Lotto-Super Club 1990–1991